# Carex brysonii
Carex brysonii là một loài thực vật có hoa trong họ Cói. Loài này được Naczi mô tả khoa học đầu tiên năm 1993.